# Ниобрара (окръг)
Окръг Ниобрара (на английски: Niobrara County) е окръг в щата Уайоминг, Съединени американски щати. Площта му е 6806 km², а населението – 2480 души (2016). Административен център е град Лъск.